# 영동 장씨
영동 장씨(永同張氏)는 충청북도 영동군을 본관으로 하는 한국의 성씨이다. 시조 장항(張沆)은 고려에서 문과에 급제해 좌사의대부 등을 지내며 영산군에 봉해졌다.

## 참고 자료
- “영동장씨(永同張氏)”. 뿌리를 찾아서.[깨진 링크(과거 내용 찾기)]